# 三角帽子

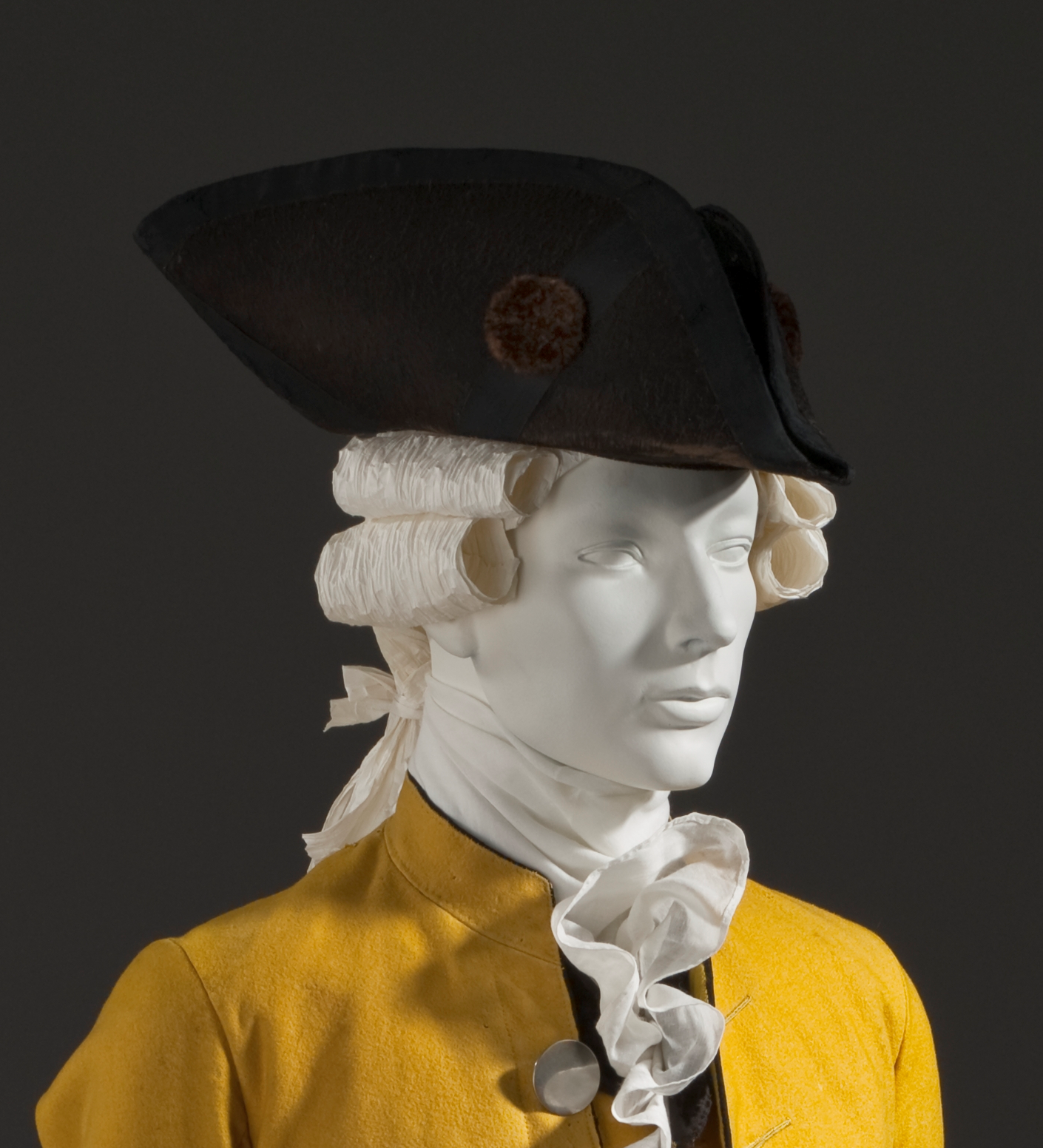
三角帽子

三角帽子（さんかくぼうし、Tricorne）は、18世紀にヨーロッパやアメリカで流行した帽子である。最盛期には、軍人のみならず、民間人もかぶっていた。両脇と後ろを折り返してあるため、上から見ると三角形に見え「3つの」を意味するtriをつけて、トリコーン（トリコーヌ）と呼ばれるようになった。女性も、馬に乗る際に用いた。

## 歴史

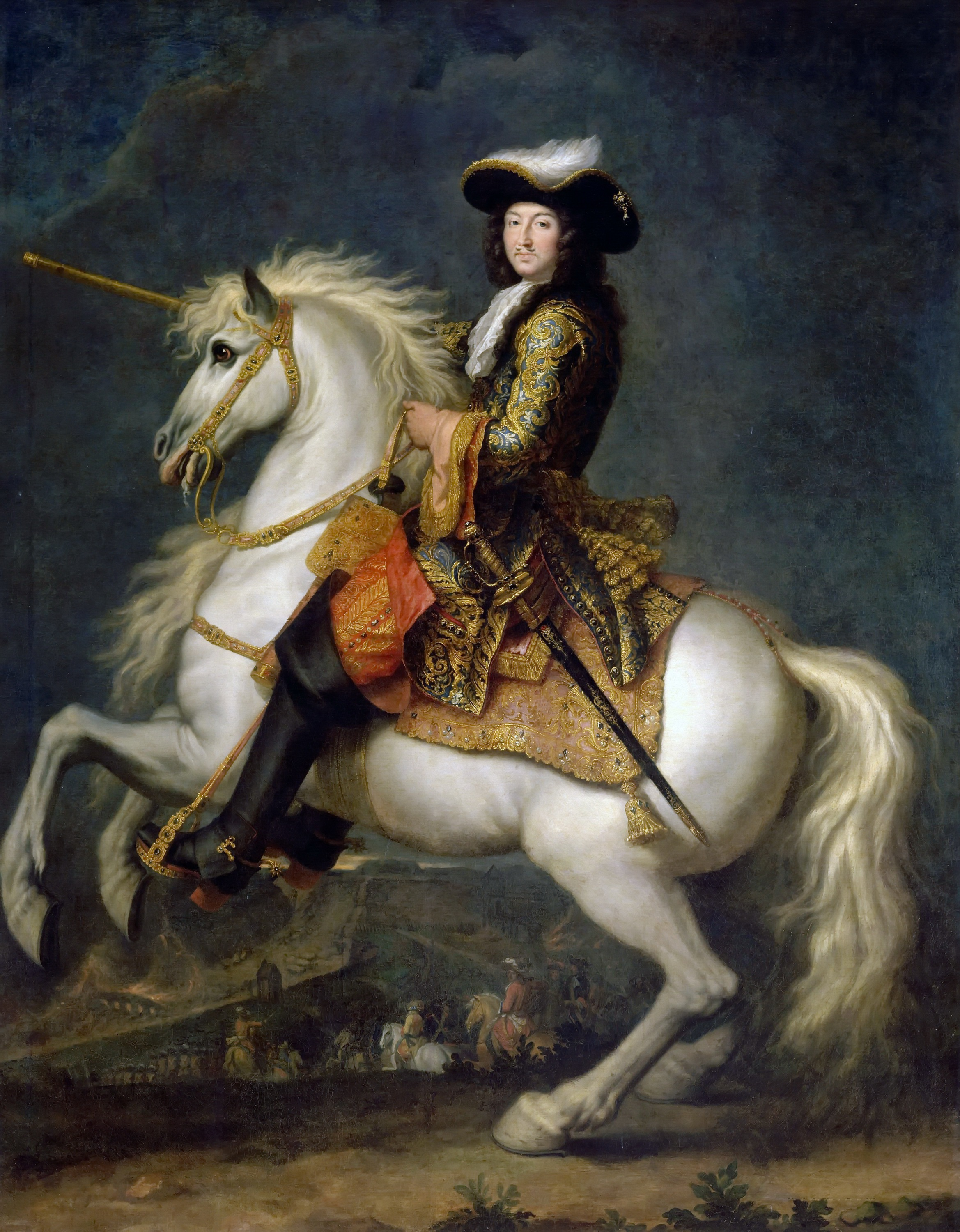
三角帽子をつけて騎乗するルイ14世

ジョージ・ワシントンのクリップアート

元々は、17世紀に、スペインの兵士がフランドルでかぶっていた、丸くてつばの広い帽子が進化したとも17世紀後半に、つばが巻いてあっただけなのが進化したともいわれる。また、海賊たちが、船上でかぶると、つばが邪魔になるので巻きあげて止めたともいわれている。この帽子の特徴は、実用的なところである。上向きになった部分が溝を作るため、雨が顔にじかに落ちず、肩に流れて行くようにする。雨を防ぐのに特化した道具が発明される前は、明らかに便利なものだった。いずれにしても、それまではもっとつばが広く、それ以前には、丈の高い帽子が用いられていたが、欧米の男性がかつらをつけるようになったため、かえって邪魔になり、丈の低い三角帽子が普及した。一方、かぶらずに持ち歩くだけのシャポー・ブラというのもあった。装飾として金レースやコケイド（花形帽章）をつけることもあった。
素材はフェルトまたはビーバーの毛皮で、新大陸のカナダで取れるビーバーの毛皮は、それよりもかなり以前から、ヨーロッパでの需要が高まっていた。
18世紀になると、それまでの海賊的な私掠船隊が海軍として組織化されて行き、階級の発生、指揮や命令の達成の意味から、地位を表すための制服が導入された。制帽もあったが、士官は三角帽子のほうを好んでかぶった。普通の水兵たちは、スカルキャップと呼ばれるつばなし帽をかぶっていたが、のちに、タールを塗った帆布の、つばのある帽子をかぶった。このため、水兵たちはターポーリン（tarpaulin）、その後ジャックタールというあだ名を付けられた。時代が下るに連れ、三角形をより鋭角的にしたのも登場したが、18世紀末にかつらとともに三角帽子もすたれ、二角帽子が主流になった。19世紀には、シルクハットやシャコが主流となった。
三角帽子は、アメリカ独立戦争のニューイングランド入植地軍も用いている。
コックドハットという名称は、この三角帽子と二角帽子をさしているが、三角帽子のみを指す、あるいは、二角帽子がコックドハットの代名詞という説もある。

## 現代の三角帽子

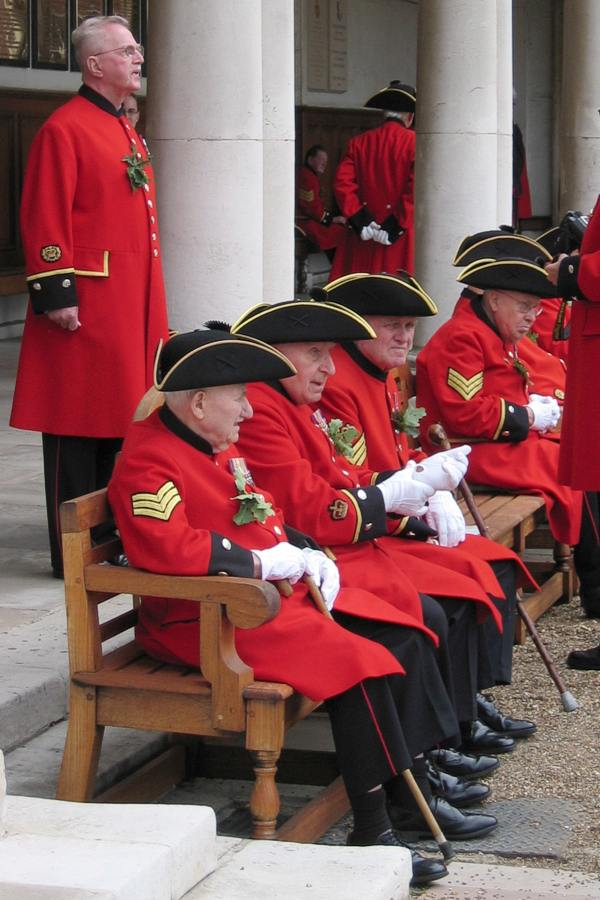
チェルシー・ペンショナー

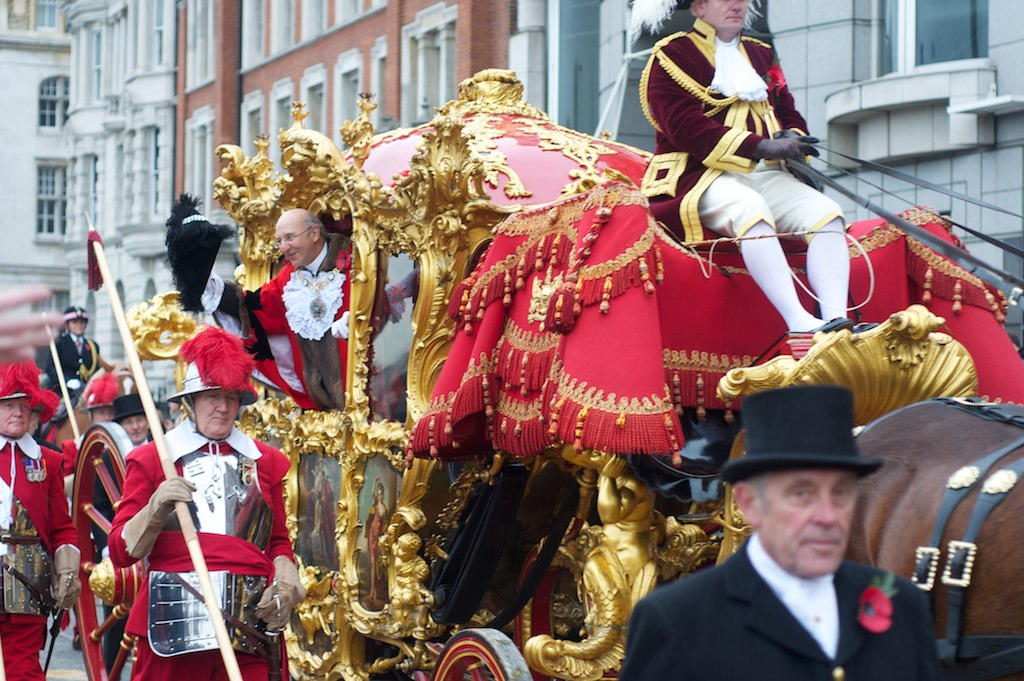
三角帽子を振るロンドン市長

三角帽子は、今日ではチェルシー・ペンショナー（王立チェルシー病院にあるケアハウスに住む退役軍人）が式典の時に着用したり、スペインの警察であるグアルディア・シビルがかぶったりしている。黒い羽根を付けた三角帽子は、ロンドン市長が式典の際、また、毎年11月の「ロード・メイヤーズ・ショー」の時に着用しているのを見ることができる。市長が新しく選ばれた時は、群衆に向けてこの帽子を振る。大法官も三角帽子をかぶっている。日本では、宮内庁の儀装馬車の御者が三角帽子を用いている。
アメリカでは、三角帽子は独立戦争や当時の愛国者、特に植民地の民兵と関連付けられる。独立戦争にちなむ名前のスポーツチーム、例えばNFLのニューイングランド・ペイトリオッツや、MLSのニューイングランド・レボリューション、マサチューセッツ大学のフットボールチームなどでは、ファンやマスコットが三角帽子をかぶっている。
ドイツでは、フランケン地方やヘッセン地方等で、三角帽子が男性の民族衣装に用いられている。

## ギャラリー

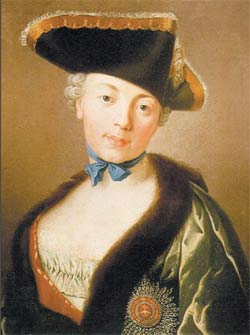
ロシア帝国のエカチェリーナ2世
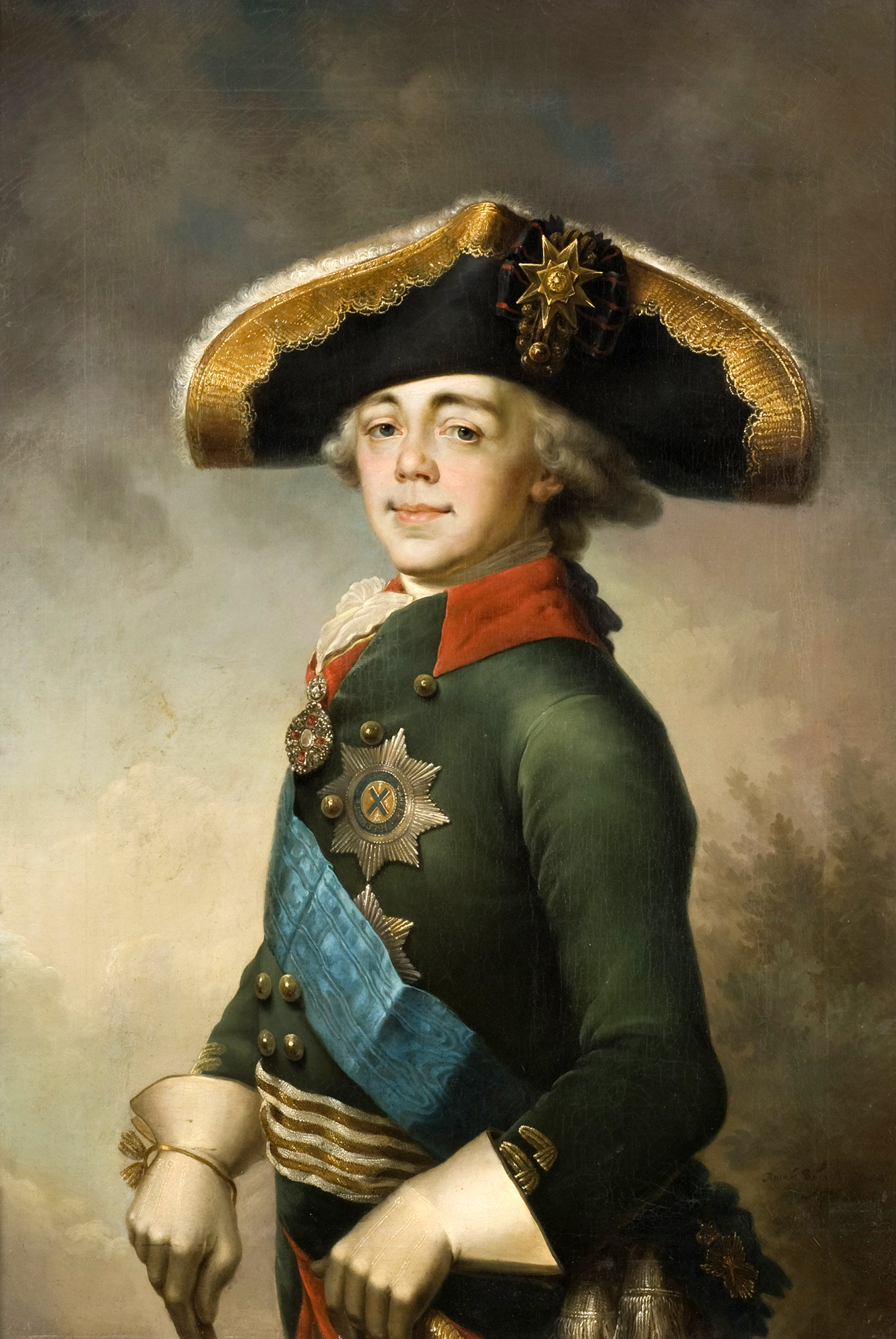
パーヴェル1世
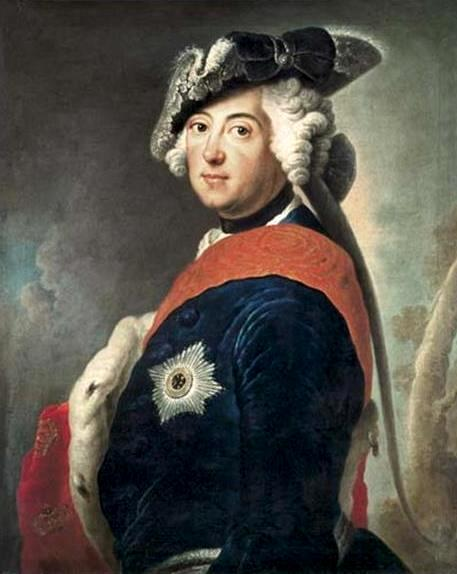
プロイセンのフリードリヒ2世
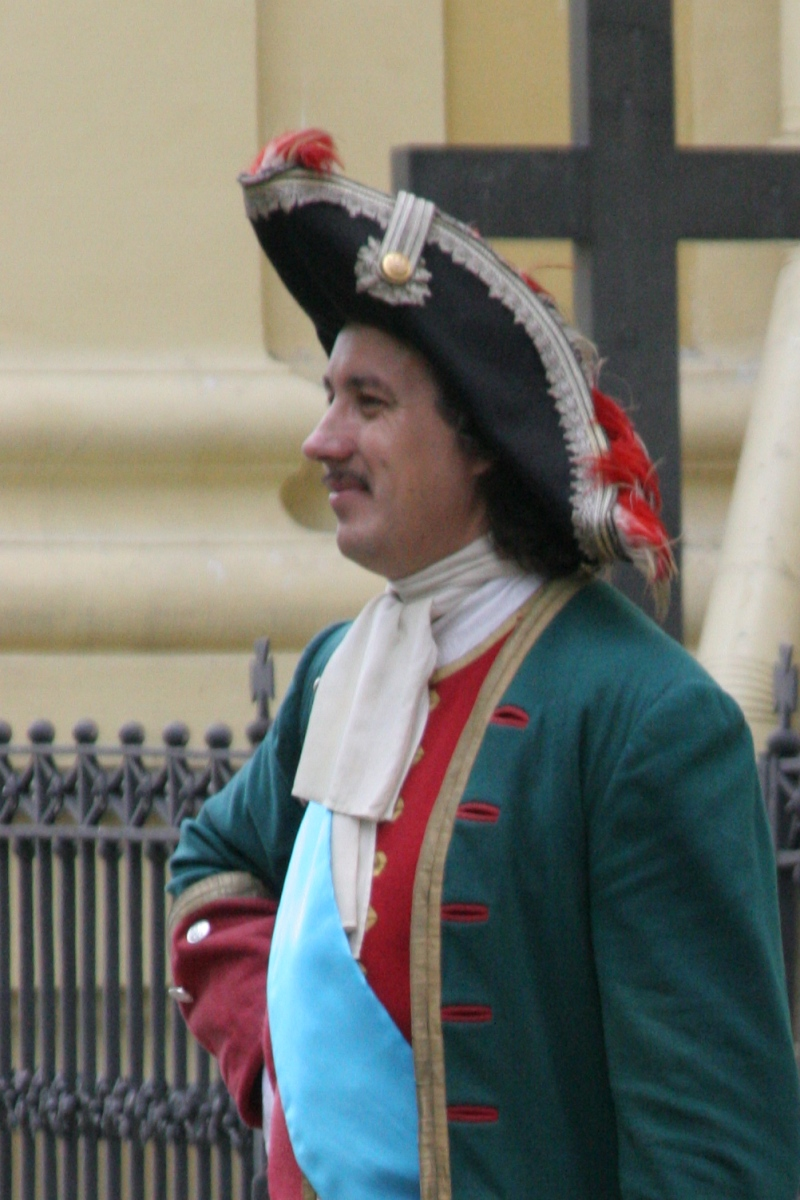
ピョートル大帝を再演する人物
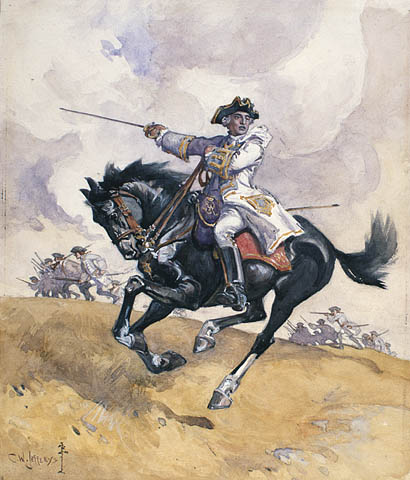
エイブラハム平原の戦いでのモンカルム将軍
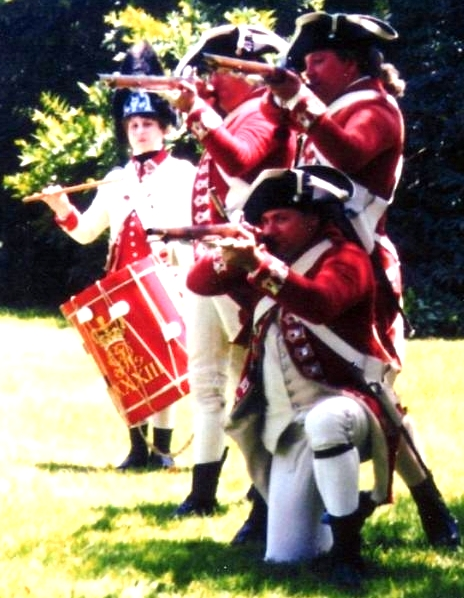
アメリカ独立戦争の再演でイギリス軍を演じる人々
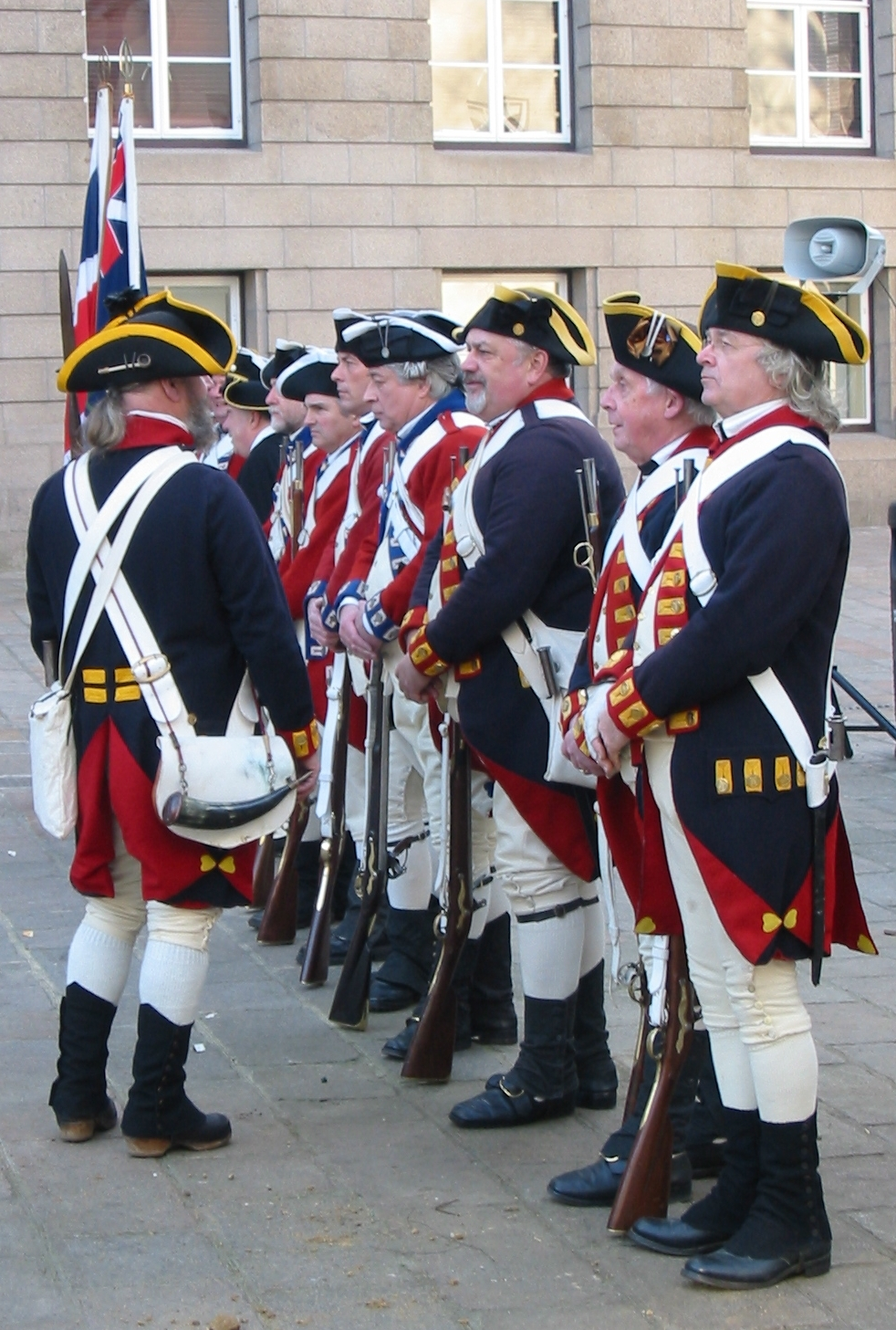
ジャージーの戦いの再演行事
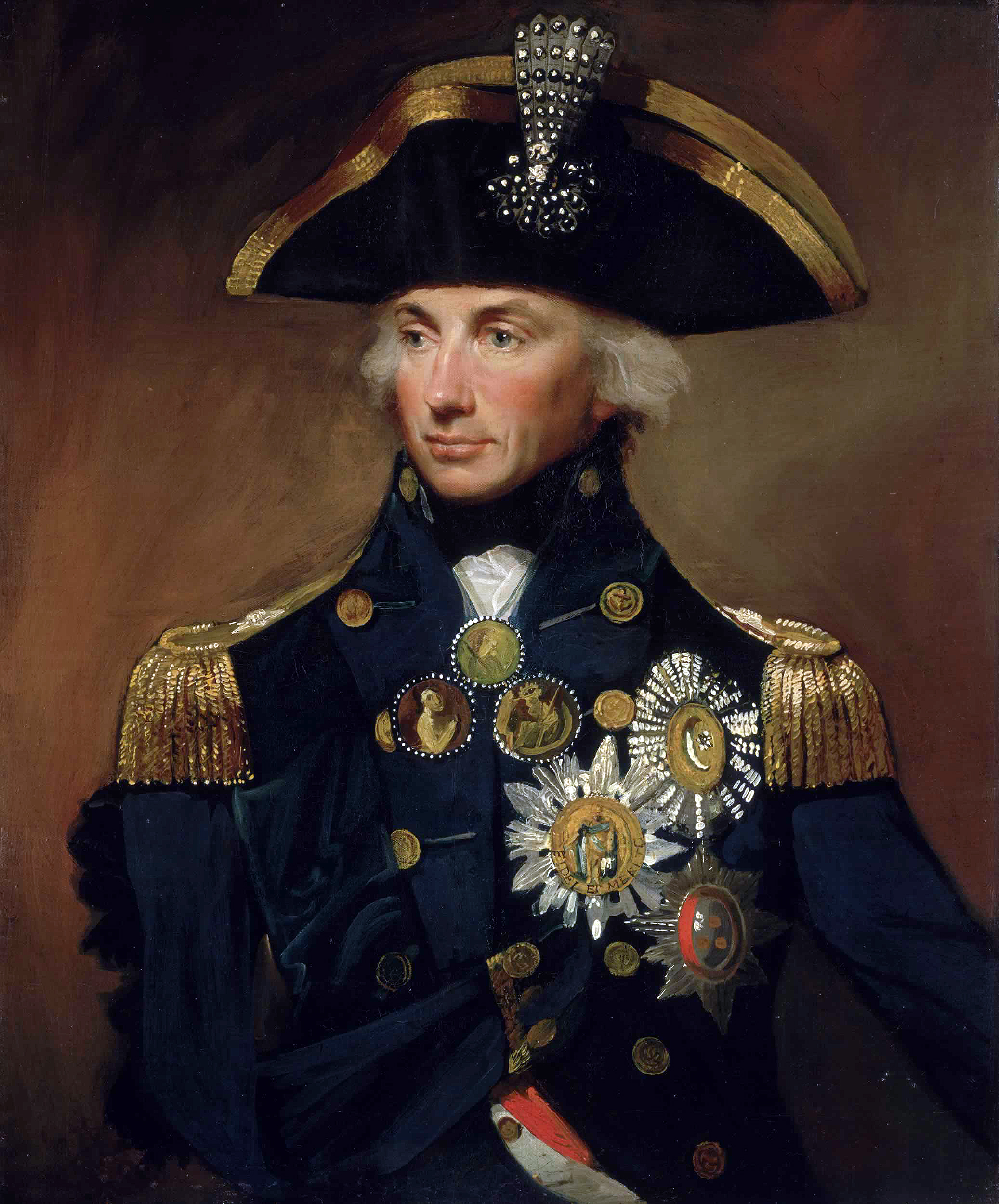
1800年当時のホレーショ・ネルソン、帽子の前の折り返しが小さく、横が張り出している
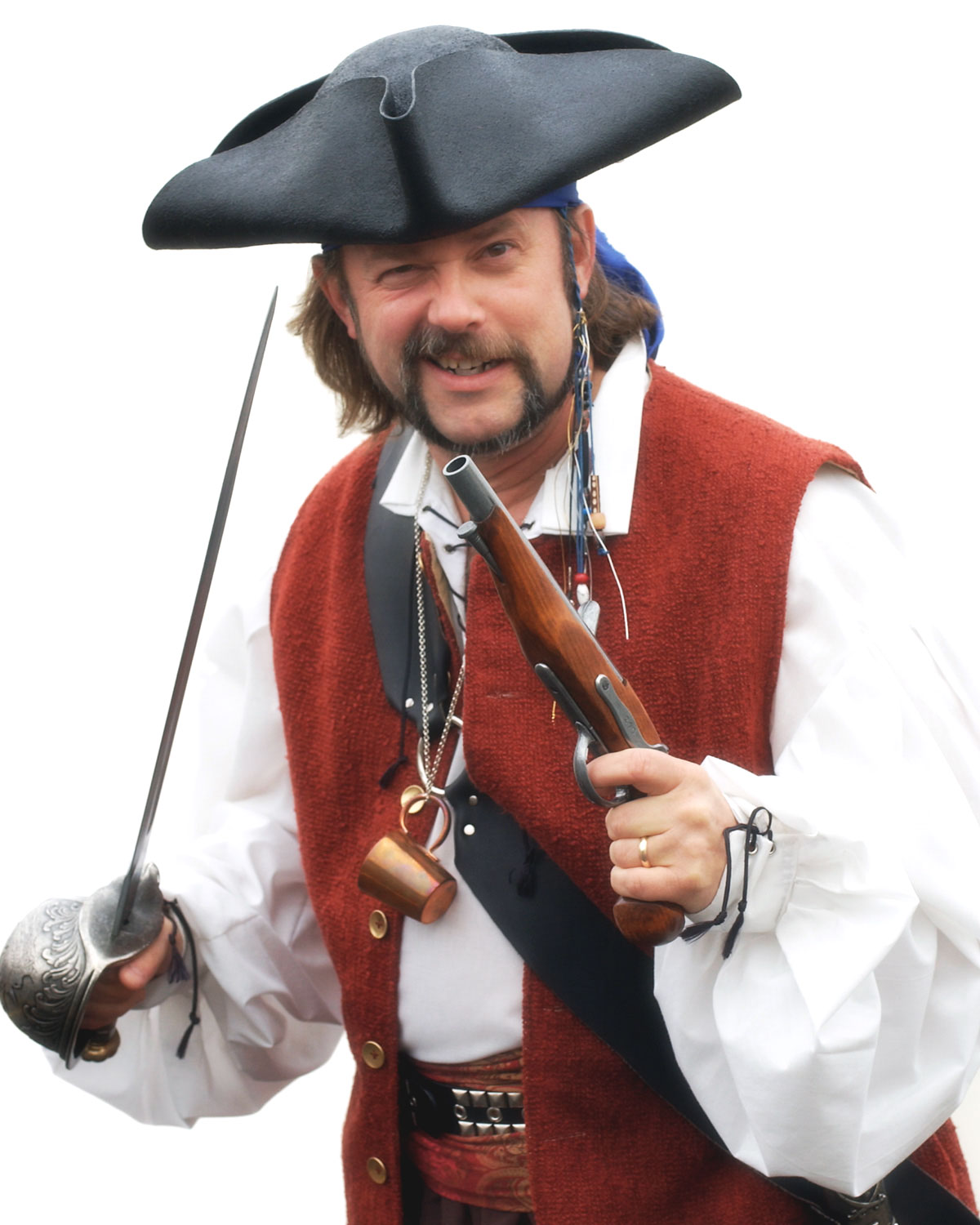
海賊に扮した人物
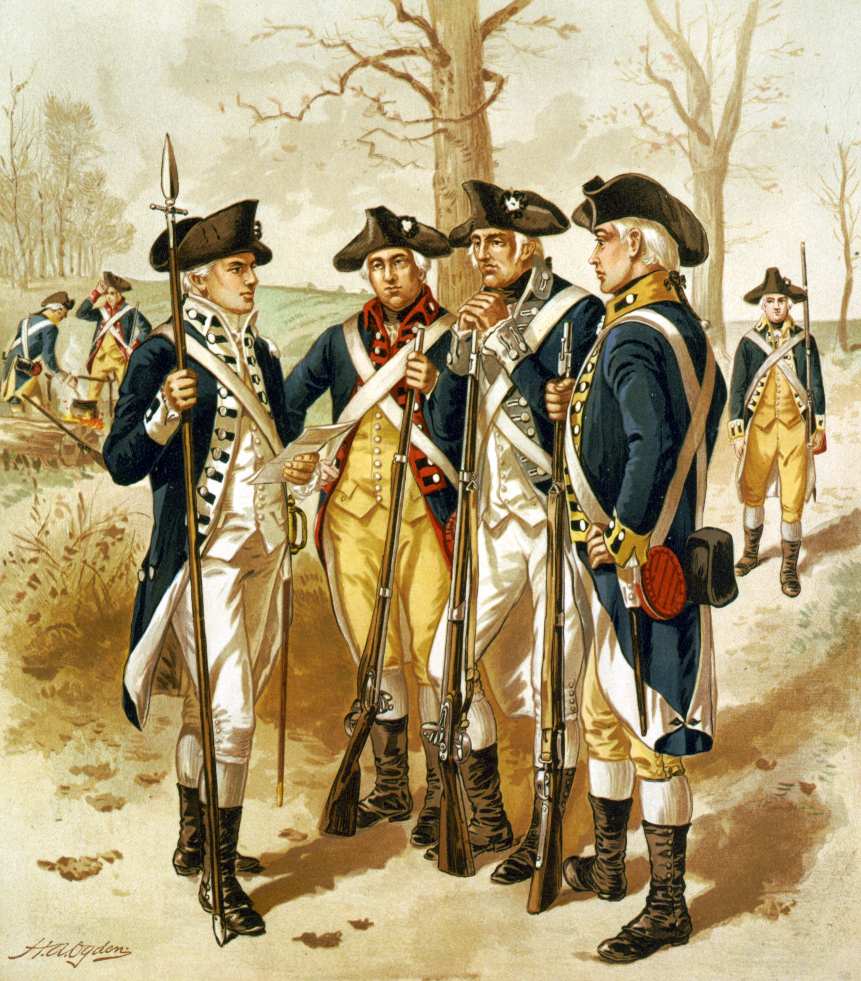
18世紀後半のアメリカの歩兵たち
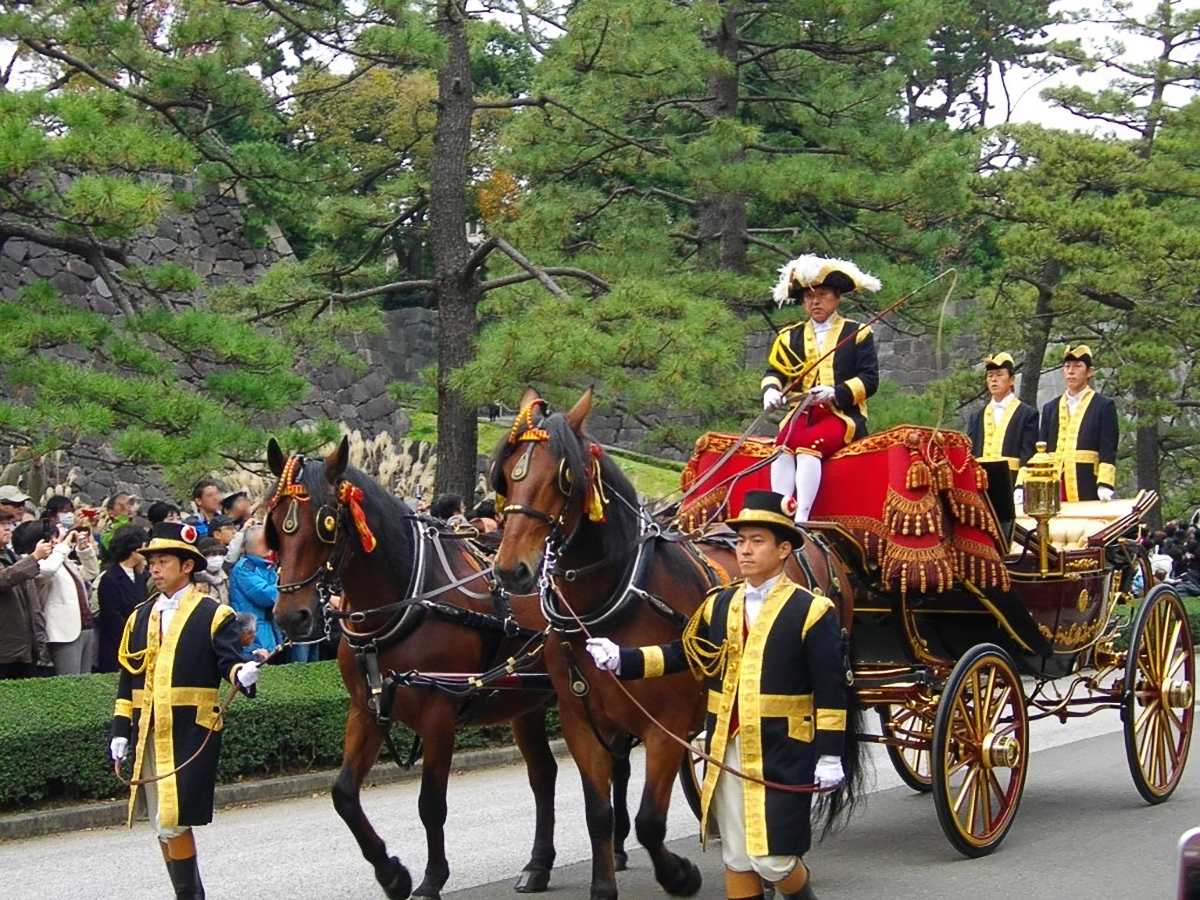
宮内庁儀装馬車の御者（右から3人目）
頭上から見た三角帽子